# 김미현 (배우)
김미현(1970년 5월 30일 ~ )은 대한민국의 배우이다.

## 학력
- 동덕여자고등학교 (졸업)

## TV 출연작

### 드라마
- 1993년 SBS 우리들 뜨거운 노래 - 민재경 역
- 1993년 KBS2 일요일은 참으세요
- 1995년 KBS2 젊은이의 양지 - 미쓰 리 역